# Список послов СССР и России в Бангладеш
В статье представлен список послов СССР и России в Бангладеш.
- 25 января 1972 г. установлены дипломатические отношения на уровне посольств.

| Срок полномочий                   | Посол                           | Годы жизни | Вручение верительных грамот | Комментарии |
| --------------------------------- | ------------------------------- | ---------- | --------------------------- | ----------- |
| СССР                              |                                 |            |                             |             |
| 16 февраля 1972 — 27 февраля 1973 | Валентин Фёдорович Попов        | 1926—1993  | 16 февраля 1972             |             |
| 27 февраля 1973 — 20 февраля 1976 | Андрей Андронович Фомин         | 1918—1983  | 6 апреля 1973               |             |
| 20 февраля 1976 — 3 октября 1984  | Валентин Павлович Степанов      | 1921—2001  | 24 марта 1976               |             |
| 3 октября 1984 — 14 октября 1988  | Владимир Георгиевич Беляев      | 1925—2016  | 29 ноября 1984              |             |
| 14 октября 1988 — 21 марта 1991   | Виталий Степанович Смирнов      | 1930—2007  |                             |             |
| 21 марта 1991 — 25 декабря 1991   | Юрий Константинович Алексеев    | 1931—2013  |                             |             |
| Российская Федерация              |                                 |            |                             |             |
| 25 декабря 1991 — 1 сентября 1992 | Юрий Константинович Алексеев    | 1931—2013  |                             |             |
| 1 сентября 1992 — 24 марта 1997   | Эдуард Степанович Шевченко      | 1939—      |                             |             |
| 24 марта 1997 — 20 января 2000    | Евгений Павлович Иванов         | 1936—      |                             |             |
| 6 мая 2000 — 16 мая 2003          | Николай Григорьевич Шевченко    | 1946—2017  |                             |             |
| 16 мая 2003 — 21 сентября 2006    | Олег Сергеевич Мальгинов        | 1957—      |                             |             |
| 21 сентября 2006 — 1 февраля 2012 | Геннадий Павлович Троценко      | 1948—      |                             |             |
| 1 февраля 2012 — 10 февраля 2016  | Александр Алексеевич Николаев   | 1950—2023  | 8 марта 2012                |             |
| 10 февраля 2016 — 19 мая 2021     | Александр Иванович Игнатов      | 1955—      | 5 апреля 2016               |             |
| 19 мая 2021 — 30 октября 2024     | Александр Викентьевич Мантыцкий | 1955—      | 12 августа 2021             |             |
| 30 октября 2024 — наст. время     | Александр Григорьевич Хозин     | 1962—      | 30 декабря 2024             |             |